# Дучићеве вечери поезије
Дучићеве вечери поезије је културна манифестација која се традиционално, сваке године одржава у Требињу. Манифестација носи име српског пјесника Јована Дучића и организује се њему у част. Окупља пјеснике и музичке ствараоце из Републике Српске, Србије и Црне Горе.
У оквиру манифестације додељује се Дучићева награда. Добитник 2022. године је Злата Коцић.